# Xã Barnes, Quận Cass, Bắc Dakota
Xã Barnes (tiếng Anh: Barnes Township) là một xã thuộc quận Cass, tiểu bang Bắc Dakota, Hoa Kỳ. Năm 2010, dân số của xã này là 25 người.